# Binz (Maur)
Binz ist eine Ortschaft der Gemeinde Maur im Bezirk Uster des Kantons Zürich in der Schweiz. 

## Geographie
Binz liegt auf der Ostseite der Pfannenstiel-Zürichberg-Kette auf einer Terrasse fast 200 Meter über dem Greifensee.  
Binz bildet den nordwestlichen Zipfel des Gemeindegebiets von Maur, das am Ötlisberg an Zürich-Witikon grenzt.  
In Binz kreuzen sich die Strassen von Zürich über Witikon und Pfaffhausen nach Maur und von Fällanden zum Zollikerberg, also zur Forchstrasse und dem rechten Zürichseeufer. 
Das Dorf erlebte seit Mitte der 1990er-Jahre, als hier noch rund 550 Menschen lebten, ein starkes Wachstum. Der Gemeindeteil hatte 1841 Einwohner im Jahr 2009 und 2019 bereits 2223 Einwohner.

## Geschichte

Luftbild (1958)

Der Name Binz stammt von althochdeutsch „pinizze“ für Binsen, die hier früher wohl verbreitet vorgekommen sind.
Binz gehörte 946, als es erstmals erwähnt wurde, wie der Hof Maur zur Fraumünsterabtei.:38 Für die Zeit ab dem 13. Jahrhundert wird aber berichtet, dass Binz dem Grossmünster gehörte und die Bewohner wohl die Kirche in Fällanden besuchten. Im 15. Jahrhundert gingen die Höfe wieder ans Fraumünster.:65 f
Binz verfügte nie über eine Schule.:110,180 ff
Die Zivilgemeinde Binz entstand erst 1809.:116 Sie wurde 1927 aufgelöst und komplett in die politische Gemeinde Maur integriert, zu der sie schon seit deren Gründung im Jahr 1798 gehörte. Davor gehörte der Ort – kaum mehr als zwei Höfe – keiner Gemeinde an.:100 f,216

## Persönlichkeiten
- Der Künstler Yvan Pestalozzi lebte und arbeitete bis 2013 in Binz.

## Organisationen
- Die Christian Solidarity International (CSI) hat ihren Hauptsitz in Binz.
- Youth Computer Club Netzwerk (Computerclubarbeit des Bund Evangelischer Schweizer Jungscharen).
- Die Stiftung Jugendnetzwerk hat in Binz eine ihrer zwei Wohngruppen stationiert.[6]